# 스다 고스케
스다 고스케(일본어: 須田 興輔, 1980년 2월 4일 ~ )는 일본의 전 축구 선수이다.

## 구단 경력
과거 미토 홀리호크, 쇼난 벨마레, 토난 SC 군마, 몬테디오 야마가타에서 활동하였다.